# エフェ・アンブローズ
エフェトボレ "エフェ"・アンブローズ・エムオボ（Efetobore "Efe" Ambrose Emuobo, 1988年10月18日 - ）は、ナイジェリア・カドゥナ出身の同国代表のサッカー選手。
アンブローズは、FIFA U-20ワールドカップ、夏季オリンピック、アフリカネイションズカップと各カテゴリーの主要な大会に出場している。

## 来歴

### クラブ

#### 初期
アンブローズは、2006年にカドゥナ・ユナイテッドFCでプロキャリアを始め、2年後の2008-09シーズンにバイエルサ・ユナイテッドFCへ貸し出され、そこで優勝の手助けをし、カドゥナ・ユナイテッドに復帰した。

#### アシュドッド
2010年6月、イスラエルのFCアシュドッドに加入。0-2で敗れたマッカビ・ネタニヤFC戦でデビューを果たし、2011年1月22日のマッカビ・テルアビブFC戦で初得点を挙げるも1-4で敗れた。

#### セルティック
2012年夏の移籍市場でスコットランドの名門セルティックFCと3年契約を結び、いち早く馴染むように手助けしてくる同僚に感謝した。また、セルティックから関心を寄せられた時の状況を聞かれた際に、テレビでスコティッシュ・プレミアリーグとイングランド・プレミアリーグの両方を観てイギリスのサッカーを学んだことを明かした。
2-0で勝利したダンディーFC戦で主将のスコット・ブラウンと交代でデビューを果たし、4-1で勝利したスコティッシュリーグカップのライス・ローヴァーズFCで初めてスタメンに名を連ねた。2012年12月10日、5-0で勝利したセント・ミレンFC戦で初得点を決め、FCスパルタク・モスクワ戦でUEFAチャンピオンズリーグに初出場し、90分フル出場で3-2の勝利に貢献した。2012年11月4日、ダンディー・ユナイテッドFC戦でロスタイムにミスを犯しオウンゴールを献上してしまい、2-2の引き分けに持ち込まれた。試合後、しっかりとボールをクリア出来なかった自分自身に失望していると語った。UEFAチャンピオンズリーグのFCバルセロナとの第2戦を前に過去最高のパフォーマンスを持って試合に臨むと意気込みを語り、見事2-1で勝利した後のインタビューでクラブ創立125周年を祝うには完璧なものだ、この勝利を神に感謝したいと語った。アンブローズはバルセロナとの2試合共に先発出場し、1勝1敗に終わった。
チャンピオンズリーグ・グループステージを突破したチームはベスト16でセリエAのユヴェントスFCと対戦することになった。アフリカネイションズカップ2013で優勝してから数日しか経っていないにもかかわらず、第1戦の招集リストに名を連ねた。その試合中にアンブローズは、アレッサンドロ・マトリの先制点を許し、また得点するチャンスを逃すなど幾つかのミスをした。このパフォーマンスに同僚のクリス・コモンズから批判された。

#### ハイバーニアン
2017年2月28日、シーズン終了までの契約でハイバーニアンFCに移籍した。シーズン終了後、2年契約で完全移籍となった。

#### ダービー
2019年2月、フットボールリーグ・チャンピオンシップのダービー・カウンティFCのトライアルに参加し、翌月に短期の契約を結んだ。シーズン終了後に放出された。

#### リヴィングストン
2020年2月18日、リヴィングストンFCへ移籍。

### 代表
カナダで行われた2007 FIFA U-20ワールドカップに出場し、翌年の北京オリンピックで2試合プレーした。
A代表としては、アフリカネイションズカップ2013のメンバーに選出されると、決勝戦に先発したのを含め右SBとして6試合中5試合に出場し、大会後にベストイレブンに名を連ねた。この優勝は、自身の人生の中で最大のにして最高の瞬間の1つと語った。

## 代表歴

### 出場大会
- ナイジェリア代表
  - 2014 FIFAワールドカップ

### 試合数
- 国際Aマッチ 51試合 4得点（2008年-2016年）[20]

| ナイジェリア代表 | 国際Aマッチ | 国際Aマッチ |
| 年               | 出場        | 得点        |
| ---------------- | ----------- | ----------- |
| 2008             | 1           | 0           |
| 2009             | 0           | 0           |
| 2010             | 0           | 0           |
| 2011             | 10          | 0           |
| 2012             | 5           | 1           |
| 2013             | 17          | 0           |
| 2014             | 13          | 1           |
| 2015             | 3           | 2           |
| 2016             | 2           | 0           |
| 通算             | 51          | 4           |

## タイトル
クラブ
バイエルサ・ユナイテッドFC
- ナイジェリア・プレミアリーグ 2009

カドゥナ・ユナイテッドFC
- ナイジェリアFAカップ（英語版） 2010

セルティックFC
- スコティッシュ・プレミアリーグ 2012-13, 2013-14
- スコティッシュ・カップ 2012-13
- スコティッシュ・リーグ・カップ 2014-15

代表
- アフリカネイションズカップ2013

個人
- UEFAチャンピオンズリーグ週間ベストイレブン : 2012-13第3節[21]
- アフリカネイションズカップベストイレブン : 2013